# Красноармейское (Энгельсский район)
Красноармейское — село в Энгельсского муниципального района Саратовской области, в составе Терновском муниципальном образовании.
Основано в 1767 году как немецкая колония Брабандер.
Население — 955 (2010)

## Название
Немецкое название по имени первого форштегера Брабандера (нем. Franz Joseph Brabander). По указу от 26 февраля 1768 года о переименованиях немецких колоний получила название Козицкая (Казицкая) по имени бывшего члена Канцелярии опекунства Козицкого. 

## История
Основано 26 июня 1767 году вызывателем Леруа. Основатели – 135 семей из Франции, Вюртемберга и Люксембурга. До 1917 году немецкая колония Тарлыцкого округа (с 1871 года — Степновской волости) Новоузенского уезда Самарской губернии. В начале XX века имела католическую церковь, 2 земских школы, кустарное заведение, 2 маслобойни, 9 ветряных мельниц.
После образования трудовой коммуны (автономной области) немцев Поволжья и до ликвидации АССР немцев Поволжья в 1941 году село Брабандер — административный центр Брабандерского сельского совета Куккуского кантона (с 1927 по 1935 год — в составе Зельманского кантона).
В голод 1921 года в селе родилось 154, умерли 396 человек. В 1926 году в селе имелись сельсовет, кооперативная лавка, сельскохозяйственное кредитное товарищество, начальная школа, изба-читальня. В 1926 году в Брабандерский сельсовет входило одно село Брабандер. В 1927 году селу Казицкое Зельманского кантона официально присвоено название Брабандер (в просторечии -- Барабанда).
В сентябре 1941 года немецкое население было депортировано. Село, как и другие населённые пункты Куккусского кантона было включено в состав Саратовской области, впоследствии переименовано в Красноармейское. После депортации немцев в село были временно переведены бывшие интернированные граждане Польши, среди них будущий израильский историк, специалист по истории русской революции Израэль Гетцлер.

## Физико-географическая характеристика
Село находится в Низком Заволжье, относящемся к Восточно-Европейской равнине, на восточном берегу Волгоградского водохранилища, к северу от оврага Берёзовый. Высота центра населённого пункта — 53 метра над уровнем моря. В окрестностях населённого пункта распространены тёмно-каштановые почвы. Почвообразующие породы — глины и суглинки.
По автомобильным дорогам расстояние до районного центра города Энгельс составляет 38 км, до областного центра города Саратова — 49 км. У села проходит региональная автодорога Р226 (Волгоград — Энгельс — Самара)
Климат
Климат умеренный континентальный (согласно классификации климатов Кёппена — Dfa). Многолетняя норма осадков — 405 мм. Наибольшее количество осадков выпадает в июле — 41 мм, наименьшее в марте — 22 мм. Среднегодовая температура положительная и составляет 6,9 °С, средняя температура самого холодного месяца января минус 9,7 °С, самого жаркого месяца июля 22,9 °С.
Часовой пояс
Красноармейское, как и вся Саратовская область, находится в часовой зоне МСК+1. Смещение применяемого времени относительно UTC составляет +4:00.

## Население
Динамика численности населения
| 1767 | 1773 | 1788 | 1798 | 1816 | 1834 | 1850 | 1859 | 1883 | 1889 | 1897 | 1910 | 1920 | 1922 | 1923 | 1926 | 1931 |
| ---- | ---- | ---- | ---- | ---- | ---- | ---- | ---- | ---- | ---- | ---- | ---- | ---- | ---- | ---- | ---- | ---- |
| 366  | 351  | 297  | 394  | 530  | 889  | 1200 | 1496 | 2171 | 2301 | 2369 | 3051 | 3305 | 2640 | 2483 | 2580 | 3153 |

| 2002 | 2010 |
| ---- | ---- |
| 819  | ↗955 |